# FIBA Liga das Américas 2018
A Liga das Américas 2018 foi a décima primeira edição da competição, que envolve equipes de quase todos os continentes americanos. Assim como na última edição, a FIBA manteve o formato da liga com 16 equipes participantes. A edição de 2018 marcou a volta dos times brasileiros depois da suspensão imposta pela FIBA à CBB em 2016.

## Qualificação
A qualificação ao torneio veio através dos campeonatos nacionais e continentais dos países plenamente filiados à FIBA Américas. Em 2018, a Liga das Américas contou com 16 clubes participantes, com suas vagas sendo distribuídas entre os seguintes países:
| FIBA Américas: - Argentina: 1 vaga - Venezuela: 1 vaga | Zona Norte: - El Salvador: 1 vaga - México: 2 vagas - Panamá: 1 vaga - Porto Rico: 1 vaga + 1 convidado | Zona Sul: - Argentina: 2 vagas + 1 convidado - Brasil: 2 vagas + 1 convidado - Chile: 1 vaga - Uruguai: 1 vaga |

## Primeira Fase

### Chaveamento
| Grupo A                   | Grupo B          | Grupo C               | Grupo D               |
| ------------------------- | ---------------- | --------------------- | --------------------- |
| Capitanes de Arecibo      | Español de Talca | Estudiantes Concordia | Bauru                 |
| Ferro Carril Oeste        | Mogi das Cruzes  | Hebraica y Macabi     | Correcaminos de Colón |
| Fuerza Regia de Monterrey | Paulistano       | Leones de Ponce       | Guaros de Lara        |
| Soles de Mexicali         | San Lorenzo      | Regatas Corrientes    | San Salvador BC       |

### Grupo A
Monterrey
| Pos. | Equipe                    | Pts | P | V | D | PF  | PC  | Dif |
| ---- | ------------------------- | --- | - | - | - | --- | --- | --- |
| 1.   | Ferro Carril Oeste        | 6   | 3 | 3 | 0 | 265 | 228 | 37  |
| 2.   | Fuerza Regia de Monterrey | 5   | 3 | 2 | 1 | 236 | 236 | 0   |
| 3.   | Soles de Mexicali         | 4   | 3 | 1 | 2 | 265 | 259 | 6   |
| 4.   | Capitanes de Arecibo      | 3   | 3 | 0 | 3 | 241 | 284 | -43 |

|  | Classificados para a próxima fase. |

Os horários correspondem ao fuso horário de Monterrey, (UTC−4).
| 19 de janeiro, 18:00 | Relatório | Ferro Carril Oeste                                                  | 79–77 | Soles de Mexicali                                               |  | Gimnasio Nuevo León Unido Árbitros: Michael Weiland Felipe Ibarra Andreia Silva |  |
| 19 de janeiro, 18:00 | Relatório | Placar por quarto: 20-14, 17-19, 25-22, 17-22                       |       |                                                                 |  | Gimnasio Nuevo León Unido Árbitros: Michael Weiland Felipe Ibarra Andreia Silva |  |
| 19 de janeiro, 18:00 | Relatório | Pts: Dijon Thompson 18 Rbts: Dijon Thompson 8 Asts: Franco Balbi 11 |       | Pts: Aarón Valdés 15 Rbts: Eugene Phelps 11 Asts: Joseph Soto 5 |  | Gimnasio Nuevo León Unido Árbitros: Michael Weiland Felipe Ibarra Andreia Silva |  |

| 19 de janeiro, 20:15 | Relatório | Fuerza Regia de Monterrey                                      | 79–67 | Capitanes de Arecibo                                               |  | Gimnasio Nuevo León Unido Árbitros: Marcos Benito Julio Anaya Daniel García |  |
| 19 de janeiro, 20:15 | Relatório | Placar por quarto: 24-15, 22-12, 11-16, 22-24                  |       |                                                                    |  | Gimnasio Nuevo León Unido Árbitros: Marcos Benito Julio Anaya Daniel García |  |
| 19 de janeiro, 20:15 | Relatório | Pts: Jordan Glynn 18 Rbts: Andrew Panko 7 Asts: Andrew Panko 4 |       | Pts: Jezreel De Jesús 25 Rbts: Damion James 8 Asts: Damion James 3 |  | Gimnasio Nuevo León Unido Árbitros: Marcos Benito Julio Anaya Daniel García |  |

| 20 de janeiro, 18:00 | Relatório | Capitanes de Arecibo                                                 | 79–101 | Ferro Carril Oeste                                                |  | Gimnasio Nuevo León Unido Árbitros: Michael Weiland Julio Anaya Daniel García |  |
| 20 de janeiro, 18:00 | Relatório | Placar por quarto: 18-30, 27-27, 19-23, 15-21                        |        |                                                                   |  | Gimnasio Nuevo León Unido Árbitros: Michael Weiland Julio Anaya Daniel García |  |
| 20 de janeiro, 18:00 | Relatório | Pts: Ricky Sánchez 17 Rbts: Ricky Sánchez 6 Asts: Jezreel De Jesús 5 |        | Pts: Aaron Harper 22 Rbts: Kevin Hernández 7 Asts: Franco Balbi 7 |  | Gimnasio Nuevo León Unido Árbitros: Michael Weiland Julio Anaya Daniel García |  |

| 20 de janeiro, 20:15 | Relatório | Soles de Mexicali                                                     | 84–85 | Fuerza Regia de Monterrey                                        | OT | Gimnasio Nuevo León Unido Árbitros: Marcos Benito Felipe Ibarra Andreia Silva |  |
| 20 de janeiro, 20:15 | Relatório | Placar por quarto: 23-9, 16-24, 24-20, 14-24, OT: 7-8                 |       |                                                                  | OT | Gimnasio Nuevo León Unido Árbitros: Marcos Benito Felipe Ibarra Andreia Silva |  |
| 20 de janeiro, 20:15 | Relatório | Pts: Joseph Soto 21 Rbts: Johnathan Flowers 8 Asts: Orlando Méndez 10 |       | Pts: Denis Clemente 32 Rbts: Jordan Glynn 9 Asts: Juan Toscano 3 | OT | Gimnasio Nuevo León Unido Árbitros: Marcos Benito Felipe Ibarra Andreia Silva |  |

| 21 de janeiro, 16:00 | Relatório | Capitanes de Arecibo                                                    | 95–104 | Soles de Mexicali                                               |  | Gimnasio Nuevo León Unido Árbitros: Marcos Benito Julio Anaya Felipe Ibarra |  |
| 21 de janeiro, 16:00 | Relatório | Placar por quarto: 14-32, 27-20, 33-29, 21-23                           |        |                                                                 |  | Gimnasio Nuevo León Unido Árbitros: Marcos Benito Julio Anaya Felipe Ibarra |  |
| 21 de janeiro, 16:00 | Relatório | Pts: Jezreel De Jesús 23 Rbts: Jezreel De Jesús 7 Asts: Ricky Sánchez 9 |        | Pts: Kohl Meyer 21 Rbts: Aarón Valdés 8 Asts: Orlando Méndez 10 |  | Gimnasio Nuevo León Unido Árbitros: Marcos Benito Julio Anaya Felipe Ibarra |  |

| 21 de janeiro, 18:15 | Relatório | Fuerza Regia de Monterrey                                         | 72–85 | Ferro Carril Oeste                                                  |  | Gimnasio Nuevo León Unido Árbitros: Michael Weiland Daniel García Andreia Silva |  |
| 21 de janeiro, 18:15 | Relatório | Placar por quarto: 20-28, 11-22, 18-15, 23-20                     |       |                                                                     |  | Gimnasio Nuevo León Unido Árbitros: Michael Weiland Daniel García Andreia Silva |  |
| 21 de janeiro, 18:15 | Relatório | Pts: Benoit Mbala 19 Rbts: Jordan Glynn 4 Asts: Cristian Cortés 5 |       | Pts: Ignacio Alessio 18 Rbts: Dijon Thompson 9 Asts: Franco Balbi 7 |  | Gimnasio Nuevo León Unido Árbitros: Michael Weiland Daniel García Andreia Silva |  |

### Grupo B
Talca
| Pos. | Equipe           | Pts | P | V | D | PF  | PC  | Dif  |
| ---- | ---------------- | --- | - | - | - | --- | --- | ---- |
| 1.   | San Lorenzo      | 6   | 3 | 3 | 0 | 304 | 229 | 75   |
| 2.   | Mogi das Cruzes  | 5   | 3 | 2 | 1 | 288 | 256 | 32   |
| 3.   | Paulistano       | 4   | 3 | 1 | 2 | 262 | 256 | 6    |
| 4.   | Español de Talca | 3   | 3 | 0 | 3 | 202 | 315 | -113 |

|  | Classificados para a próxima fase. |

Os horários correspondem ao fuso horário de Santiago del Estero, (UTC−3).
| 26 de janeiro, 19:45 |                                                                              | Mogi das Cruzes | 96–101                                                                     | San Lorenzo |  | Gimnasio Regional de Talca Árbitros: Jorge Vázquez Jesed Díaz Alejandro Sánchez |  |
| 26 de janeiro, 19:45 | Placar por quarto: 21-25, 20-22, 33-30, 22-24                                |                 |                                                                            |             |  | Gimnasio Regional de Talca Árbitros: Jorge Vázquez Jesed Díaz Alejandro Sánchez |  |
| 26 de janeiro, 19:45 | Pts: Shamell Stallworth (29) Rbts: Tyrone Curnell (7) Asts: Larry Taylor (3) |                 | Pts: Darquavis Tucker (33) Rbts: Marcos Mata (8) Asts: Nicolás Aguirre (8) |             |  | Gimnasio Regional de Talca Árbitros: Jorge Vázquez Jesed Díaz Alejandro Sánchez |  |

| 26 de janeiro, 21:30 | Relatório | Español de Talca                                                           | 82–94 | Paulistano                                                                |  | Gimnasio Regional de Talca Árbitros: Roberto Vázquez Julio Anaya Andrés Bartel |  |
| 26 de janeiro, 21:30 | Relatório | Placar por quarto: 27-16, 14-27, 15-24, 26-27                              |       |                                                                           |  | Gimnasio Regional de Talca Árbitros: Roberto Vázquez Julio Anaya Andrés Bartel |  |
| 26 de janeiro, 21:30 | Relatório | Pts: Albert Jackson (18) Rbts: Andrew Adeleke (10) Asts: Ricardo Gómez (5) |       | Pts: Deryk Ramos (18) Rbts: Edwandersson Carvalho (8) Asts: Elio Neto (6) |  | Gimnasio Regional de Talca Árbitros: Roberto Vázquez Julio Anaya Andrés Bartel |  |

| 27 de janeiro, 19:15 | Relatório | Paulistano                                                  | 86–87 | Mogi das Cruzes                                                          |  | Gimnasio Regional de Talca Árbitros: Jorge Vázquez Andrés Bartel Roberto Vázquez |  |
| 27 de janeiro, 19:15 | Relatório | Placar por quarto: 25-18, 20-21, 18-20, 23-28               |       |                                                                          |  | Gimnasio Regional de Talca Árbitros: Jorge Vázquez Andrés Bartel Roberto Vázquez |  |
| 27 de janeiro, 19:15 | Relatório | Pts: Elio Neto (12) Rbts: Elio Neto (7) Asts: Elio Neto (7) |       | Pts: Tyrone Curnell (21) Rbts: Tyrone Curnell (9) Asts: Larry Taylor (5) |  | Gimnasio Regional de Talca Árbitros: Jorge Vázquez Andrés Bartel Roberto Vázquez |  |

| 27 de janeiro, 22:00 | Relatório | San Lorenzo                                                          | 116–51 | Español de Talca                                                             |  | Gimnasio Regional de Talca Árbitros: Alejandro Sánchez Julio Anaya Jesed Díaz |  |
| 27 de janeiro, 22:00 | Relatório | Placar por quarto: 28-11, 31-11, 30-16, 27-13                        |        |                                                                              |  | Gimnasio Regional de Talca Árbitros: Alejandro Sánchez Julio Anaya Jesed Díaz |  |
| 27 de janeiro, 22:00 | Relatório | Pts: Marcos Mata (17) Rbts: Javier Justiz (7) Asts: José Vildoza (7) |        | Pts: David González (10) Rbts: Andrew Adeleke (11) Asts: Francisco Bravo (4) |  | Gimnasio Regional de Talca Árbitros: Alejandro Sánchez Julio Anaya Jesed Díaz |  |

| 28 de janeiro, 19:15 | Relatório | Paulistano                                                                | 82–87 | San Lorenzo                                                             |  | Gimnasio Regional de Talca Árbitros: Jorge Vázquez Alejandro Sánchez Roberto Vázquez |  |
| 28 de janeiro, 19:15 | Relatório | Placar por quarto: 19-25, 30-23, 14-19, 19-20                             |       |                                                                         |  | Gimnasio Regional de Talca Árbitros: Jorge Vázquez Alejandro Sánchez Roberto Vázquez |  |
| 28 de janeiro, 19:15 | Relatório | Pts: Deryk Ramos (27) Rbts: Jhonatan dos Santos (6) Asts: Deryk Ramos (4) |       | Pts: Gabriel Deck (23) Rbts: Gabriel Deck (9) Asts: Nicolás Aguirre (7) |  | Gimnasio Regional de Talca Árbitros: Jorge Vázquez Alejandro Sánchez Roberto Vázquez |  |

| 28 de janeiro, 21:30 | Relatório | Español de Talca                                                             | 69–105 | Mogi das Cruzes                                                          |  | Gimnasio Regional de Talca Árbitros: Jesed Díaz Julio Anaya Andrés Bartel |  |
| 28 de janeiro, 21:30 | Relatório | Placar por quarto: 21-29, 17-26, 14-24, 17-26                                |        |                                                                          |  | Gimnasio Regional de Talca Árbitros: Jesed Díaz Julio Anaya Andrés Bartel |  |
| 28 de janeiro, 21:30 | Relatório | Pts: Javinger Vargas (13) Rbts: Andrew Adeleke (14) Asts: David González (5) |        | Pts: Tyrone Curnell (19) Rbts: Caio Torres (9) Asts: Vithor da Silva (5) |  | Gimnasio Regional de Talca Árbitros: Jesed Díaz Julio Anaya Andrés Bartel |  |

### Grupo C
Corrientes
| Pos. | Equipe                | Pts | P | V | D | PF  | PC  | Dif |
| ---- | --------------------- | --- | - | - | - | --- | --- | --- |
| 1.   | Regatas Corrientes    | 6   | 3 | 3 | 0 | 258 | 211 | 47  |
| 2.   | Estudiantes Concordia | 5   | 3 | 2 | 1 | 214 | 200 | 14  |
| 3.   | Leones de Ponce       | 4   | 3 | 1 | 2 | 228 | 240 | -12 |
| 4.   | Hebraica y Macabi     | 3   | 3 | 0 | 3 | 196 | 245 | -49 |

|  | Classificados para a próxima fase. |

Os horários correspondem ao fuso horário de Corrientes, (UTC−5).
| 2 de fevereiro, 18:15 | Relatório | Leones de Ponce                                                          | 66–81 | Estudiantes Concordia                                                  |  | Estadio José Jorge Contte Árbitros: Fabiano Huber Felipe Ibarra Carlos Peralta |  |
| 2 de fevereiro, 18:15 | Relatório | Placar por quarto: 12-25, 24-13, 15-24, 15-19                            |       |                                                                        |  | Estadio José Jorge Contte Árbitros: Fabiano Huber Felipe Ibarra Carlos Peralta |  |
| 2 de fevereiro, 18:15 | Relatório | Pts: Ángel Vassallo (15) Rbts: Hakim Warrick (7) Asts: Carlos Rivera (6) |       | Pts: Clay Tucker (20) Rbts: Jasiel Rivero (12) Asts: Anthony Smith (4) |  | Estadio José Jorge Contte Árbitros: Fabiano Huber Felipe Ibarra Carlos Peralta |  |

| 2 de fevereiro, 20:30 | Relatório | Regatas Corrientes                                                         | 88–73 | Hebraica y Macabi                                                                         |  | Estadio José Jorge Contte Árbitros: Marcos Benito Omar Bermúdez Felipe Guillermo Valenzuela Barrera |  |
| 2 de fevereiro, 20:30 | Relatório | Placar por quarto: 25-14, 22-15, 19-21, 22-23                              |       |                                                                                           |  | Estadio José Jorge Contte Árbitros: Marcos Benito Omar Bermúdez Felipe Guillermo Valenzuela Barrera |  |
| 2 de fevereiro, 20:30 | Relatório | Pts: Fabián Ramírez (18) Rbts: Alexis Harris (9) Asts: Paolo Quinteros (7) |       | Pts: Leandro García Morales (32) Rbts: Michael Hicks (9) Asts: Leandro García Morales (5) |  | Estadio José Jorge Contte Árbitros: Marcos Benito Omar Bermúdez Felipe Guillermo Valenzuela Barrera |  |

| 3 de fevereiro, 19:30 | Relatório | Hebraica y Macabi                                                        | 69–86 | Leones de Ponce                                                              |  | Estadio José Jorge Contte Árbitros: Fabiano Huber Omar Bermúdez Felipe Guillermo Valenzuela Barrera |  |
| 3 de fevereiro, 19:30 | Relatório | Placar por quarto: 10-21, 16-18, 20-21, 23-26                            |       |                                                                              |  | Estadio José Jorge Contte Árbitros: Fabiano Huber Omar Bermúdez Felipe Guillermo Valenzuela Barrera |  |
| 3 de fevereiro, 19:30 | Relatório | Pts: Michael Hicks (21) Rbts: Rashaun Freeman (7) Asts: Juan Zanotta (8) |       | Pts: Ángel Vassallo (20) Rbts: Carlos Emory (7) Asts: Christopher Gastón (6) |  | Estadio José Jorge Contte Árbitros: Fabiano Huber Omar Bermúdez Felipe Guillermo Valenzuela Barrera |  |

| 3 de fevereiro, 21:45 | Relatório | Estudiantes Concordia                                                    | 62–80 | Regatas Corrientes                                                        |  | Estadio José Jorge Contte Árbitros: Marcos Benito Felipe Ibarra Carlos Peralta |  |
| 3 de fevereiro, 21:45 | Relatório | Placar por quarto: 14-18, 21-22, 11-22, 16-18                            |       |                                                                           |  | Estadio José Jorge Contte Árbitros: Marcos Benito Felipe Ibarra Carlos Peralta |  |
| 3 de fevereiro, 21:45 | Relatório | Pts: Jasiel Rivero (17) Rbts: Sebastián Uranga (6) Asts: Clay Tucker (6) |       | Pts: Paolo Quinteros (15) Rbts: Javier Saiz (10) Asts: Santiago Vidal (3) |  | Estadio José Jorge Contte Árbitros: Marcos Benito Felipe Ibarra Carlos Peralta |  |

| 4 de fevereiro, 15:45 | Relatório | Estudiantes Concordia                                                       | 71–54 | Hebraica y Macabi                                                                  |  | Estadio José Jorge Contte Árbitros: Felipe Ibarra Carlos Peralta Felipe Guillermo Valenzuela Barrera |  |
| 4 de fevereiro, 15:45 | Relatório | Placar por quarto: 18-18, 22-14, 19-10, 12-12                               |       |                                                                                    |  | Estadio José Jorge Contte Árbitros: Felipe Ibarra Carlos Peralta Felipe Guillermo Valenzuela Barrera |  |
| 4 de fevereiro, 15:45 | Relatório | Pts: Anthony Smith (16) Rbts: Sebastián Orresta (7) Asts: Anthony Smith (6) |       | Pts: Michael Hicks (13) Rbts: Rashaun Freeman (5) Asts: Leandro García Morales (3) |  | Estadio José Jorge Contte Árbitros: Felipe Ibarra Carlos Peralta Felipe Guillermo Valenzuela Barrera |  |

| 4 de fevereiro, 21:45 | Relatório | Regatas Corrientes                                                           | 90–76 | Leones de Ponce                                                                     |  | Estadio José Jorge Contte Árbitros: Marcos Benito Omar Bermúdez Fabiano Huber |  |
| 4 de fevereiro, 21:45 | Relatório | Placar por quarto: 16-22, 21-20, 30-22, 23-12                                |       |                                                                                     |  | Estadio José Jorge Contte Árbitros: Marcos Benito Omar Bermúdez Fabiano Huber |  |
| 4 de fevereiro, 21:45 | Relatório | Pts: Paolo Quinteros (20) Rbts: Fabián Ramírez (5) Asts: Santiago Vidal (10) |       | Pts: Ángel Vassallo (15) Rbts: Christopher Gastón (10) Asts: Miguel Alí Berdiel (3) |  | Estadio José Jorge Contte Árbitros: Marcos Benito Omar Bermúdez Fabiano Huber |  |

### Grupo D
Bauru
| Pos. | Equipe                | Pts | P | V | D | PF  | PC  | Dif |
| ---- | --------------------- | --- | - | - | - | --- | --- | --- |
| 1.   | Guaros de Lara        | 6   | 3 | 3 | 0 | 275 | 231 | 44  |
| 2.   | Bauru                 | 5   | 3 | 2 | 1 | 245 | 210 | 35  |
| 3.   | Correcaminos de Colón | 4   | 3 | 1 | 2 | 199 | 236 | -37 |
| 4.   | San Salvador BC       | 3   | 3 | 0 | 3 | 214 | 256 | -42 |

|  | Classificados para a próxima fase. |

Os horários correspondem ao fuso horário de Bauru, (UTC−2).
| 9 de fevereiro 19:00 | Relatório | Correcaminos de Colón                                                           | 70–88 | Guaros de Lara                                                                       |  | Ginásio Panela de Pressão Árbitros: Roberto Vázquez Carlos Peralta Alejandro Sánchez |  |
| 9 de fevereiro 19:00 | Relatório | Placar por quarto: 18-27, 15-19, 15-19, 22-23                                   |       |                                                                                      |  | Ginásio Panela de Pressão Árbitros: Roberto Vázquez Carlos Peralta Alejandro Sánchez |  |
| 9 de fevereiro 19:00 | Relatório | Pts: Terrence Shannon (26) Rbts: Terrence Shannon (16) Asts: Trevor Gaskins (2) |       | Pts: Néstor Colmenares (18) Rbts: Néstor Colmenares (12) Asts: Heissler Guillent (6) |  | Ginásio Panela de Pressão Árbitros: Roberto Vázquez Carlos Peralta Alejandro Sánchez |  |

| 9 de fevereiro 20:00 | Relatório | Bauru                                                                                 | 83–67 | San Salvador BC                                                                |  | Ginásio Panela de Pressão Árbitros: Leandro Lezcano Omar Bermúdez Leonardo Damián Zalazar |  |
| 9 de fevereiro 20:00 | Relatório | Placar por quarto: 17-14, 24-16, 19-24, 23-13                                         |       |                                                                                |  | Ginásio Panela de Pressão Árbitros: Leandro Lezcano Omar Bermúdez Leonardo Damián Zalazar |  |
| 9 de fevereiro 20:00 | Relatório | Pts: Osvaldas Matulionis (16) Rbts: Osvaldas Matulionis (8) Asts: Eduardo Machado (5) |       | Pts: Raymond Cintrón (24) Rbts: Dominic Woodson (9) Asts: Roberto Martínez (5) |  | Ginásio Panela de Pressão Árbitros: Leandro Lezcano Omar Bermúdez Leonardo Damián Zalazar |  |

| 10 de fevereiro 18:00 | Relatório | Guaros de Lara                                                          | 94–73 | San Salvador BC                                                             |  | Ginásio Panela de Pressão Árbitros: Leandro Lezcano Carlos Peralta Alejandro Sánchez |  |
| 10 de fevereiro 18:00 | Relatório | Placar por quarto: 23-17, 25-23, 28-14, 18-19                           |       |                                                                             |  | Ginásio Panela de Pressão Árbitros: Leandro Lezcano Carlos Peralta Alejandro Sánchez |  |
| 10 de fevereiro 18:00 | Relatório | Pts: Hervé Touré (19) Rbts: Gregory Echenique (7) Asts: José Vargas (6) |       | Pts: Roberto Martínez (23) Rbts: Dominic Woodson (8) Asts: Julio Mancía (4) |  | Ginásio Panela de Pressão Árbitros: Leandro Lezcano Carlos Peralta Alejandro Sánchez |  |

| 10 de fevereiro 21:30 | Relatório | Correcaminos de Colón                                                        | 50–74 | Bauru                                                                        |  | Ginásio Panela de Pressão Árbitros: Roberto Vázquez Omar Bermúdez Leonardo Damián Zalazar |  |
| 10 de fevereiro 21:30 | Relatório | Placar por quarto: 7-14, 19-12, 6-25, 18-23                                  |       |                                                                              |  | Ginásio Panela de Pressão Árbitros: Roberto Vázquez Omar Bermúdez Leonardo Damián Zalazar |  |
| 10 de fevereiro 21:30 | Relatório | Pts: Terrence Shannon (14) Rbts: Josimar Ayarza (5) Asts: Trevor Gaskins (5) |       | Pts: Kendall Anthony (21) Rbts: Shilton Santos (7) Asts: Kendall Anthony (5) |  | Ginásio Panela de Pressão Árbitros: Roberto Vázquez Omar Bermúdez Leonardo Damián Zalazar |  |

| 11 de fevereiro 18:00 | Relatório | San Salvador BC                                                                   | 74–79 | Correcaminos de Colón                                                       |  | Ginásio Panela de Pressão Árbitros: Leonardo Damián Zalazar Omar Bermúdez Carlos Peralta |  |
| 11 de fevereiro 18:00 | Relatório | Placar por quarto: 17-19, 21-21, 19-19, 17-20                                     |       |                                                                             |  | Ginásio Panela de Pressão Árbitros: Leonardo Damián Zalazar Omar Bermúdez Carlos Peralta |  |
| 11 de fevereiro 18:00 | Relatório | Pts: Raymond Cintrón (19) Rbts: Michael Rostampour (10) Asts: Raymond Cintrón (4) |       | Pts: Scott Rodgers (22) Rbts: Terrence Shannon (8) Asts: Trevor Gaskins (7) |  | Ginásio Panela de Pressão Árbitros: Leonardo Damián Zalazar Omar Bermúdez Carlos Peralta |  |

| 11 de fevereiro 20:15 | Relatório | Bauru                                                                     | 88–93 | Guaros de Lara                                                                  |  | Ginásio Panela de Pressão Árbitros: Roberto Vázquez Leandro Lezcano Alejandro Sánchez |  |
| 11 de fevereiro 20:15 | Relatório | Placar por quarto: 22-25, 18-24, 23-20, 25-24                             |       |                                                                                 |  | Ginásio Panela de Pressão Árbitros: Roberto Vázquez Leandro Lezcano Alejandro Sánchez |  |
| 11 de fevereiro 20:15 | Relatório | Pts: Renan Lenz (21) Rbts: Michael Uchendu (11) Asts: Kendall Anthony (4) |       | Pts: Diego García (19) Rbts: Néstor Colmenares (11) Asts: Néstor Colmenares (6) |  | Ginásio Panela de Pressão Árbitros: Roberto Vázquez Leandro Lezcano Alejandro Sánchez |  |

## Segunda Fase

### Chaveamento
| Grupo E                   | Grupo F               |
| ------------------------- | --------------------- |
| Ferro Carril Oeste        | Bauru                 |
| Fuerza Regia de Monterrey | Estudiantes Concordia |
| Mogi das Cruzes           | Guaros de Lara        |
| San Lorenzo               | Regatas Corrientes    |

### Grupo E
Buenos Aires
| Pos. | Equipe                    | Pts | P | V | D | PF  | PC  | Dif |
| ---- | ------------------------- | --- | - | - | - | --- | --- | --- |
| 1.   | San Lorenzo               | 6   | 3 | 3 | 0 | 224 | 188 | 36  |
| 2.   | Mogi das Cruzes           | 5   | 3 | 2 | 1 | 213 | 205 | 8   |
| 3.   | Ferro Carril Oeste        | 4   | 3 | 1 | 2 | 213 | 217 | -4  |
| 4.   | Fuerza Regia de Monterrey | 3   | 3 | 0 | 3 | 198 | 238 | -40 |

|  | Classificados para o Final Four. |

Os horários correspondem ao fuso horário de Bauru, (UTC−2).
| 2 de março 19:15 | Relatório | Ferro Carril Oeste                                                    | 68–74 | Mogi das Cruzes                                                                |  | Polideportivo Roberto Pando Árbitros: Daniel García Julio Anaya Carlos Peralta |  |
| 2 de março 19:15 | Relatório | Placar por quarto: 20-23, 13-18, 17-19, 18-14                         |       |                                                                                |  | Polideportivo Roberto Pando Árbitros: Daniel García Julio Anaya Carlos Peralta |  |
| 2 de março 19:15 | Relatório | Pts: Franco Balbi (19) Rbts: Evan Smotrycz (9) Asts: Franco Balbi (4) |       | Pts: Shamell Stallworth (18) Rbts: Tyrone Curnell (9) Asts: Tyrone Curnell (4) |  | Polideportivo Roberto Pando Árbitros: Daniel García Julio Anaya Carlos Peralta |  |

| 2 de março 21:30 | Relatório | San Lorenzo                                                           | 83–59 | Fuerza Regia de Monterrey                                              |  | Polideportivo Roberto Pando Árbitros: Roberto Vázquez Gonzalo Salgueiro Felipe Guillermo Valenzuela Barrera |  |
| 2 de março 21:30 | Relatório | Placar por quarto: 21-24, 14-8, 29-14, 19-13                          |       |                                                                        |  | Polideportivo Roberto Pando Árbitros: Roberto Vázquez Gonzalo Salgueiro Felipe Guillermo Valenzuela Barrera |  |
| 2 de março 21:30 | Relatório | Pts: Marcos Mata (24) Rbts: Marcos Mata (9) Asts: Nicolás Aguirre (6) |       | Pts: Denis Clemente (13) Rbts: Juan Toscano (6) Asts: Juan Toscano (3) |  | Polideportivo Roberto Pando Árbitros: Roberto Vázquez Gonzalo Salgueiro Felipe Guillermo Valenzuela Barrera |  |

| 3 de março 19:15 | Relatório | Fuerza Regia de Monterrey                                                       | 70–80 | Ferro Carril Oeste                                                      |  | Polideportivo Roberto Pando Árbitros: Daniel García Gonzalo Salgueiro Felipe Guillermo Valenzuela Barrera |  |
| 3 de março 19:15 | Relatório | Placar por quarto: 13-27, 17-21, 10-20, 30-12                                   |       |                                                                         |  | Polideportivo Roberto Pando Árbitros: Daniel García Gonzalo Salgueiro Felipe Guillermo Valenzuela Barrera |  |
| 3 de março 19:15 | Relatório | Pts: Karim Rodríguez (16) Rbts: Alexander Oriakhi (6) Asts: Cristian Cortés (3) |       | Pts: Franco Balbi (19) Rbts: Ignacio Alessio (8) Asts: Franco Balbi (5) |  | Polideportivo Roberto Pando Árbitros: Daniel García Gonzalo Salgueiro Felipe Guillermo Valenzuela Barrera |  |

| 3 de março 21:30 | Relatório | Mogi das Cruzes                                                          | 64–68 | San Lorenzo                                                                    |  | Polideportivo Roberto Pando Árbitros: Roberto Vázquez Julio Anaya Carlos Peralta |  |
| 3 de março 21:30 | Relatório | Placar por quarto: 6-10, 17-21, 25-17, 16-20                             |       |                                                                                |  | Polideportivo Roberto Pando Árbitros: Roberto Vázquez Julio Anaya Carlos Peralta |  |
| 3 de março 21:30 | Relatório | Pts: Tyrone Curnell (25) Rbts: Tyrone Curnell (9) Asts: Larry Taylor (6) |       | Pts: Nicolás Aguirre (12) Rbts: Mathías Calfani (11) Asts: Nicolás Aguirre (9) |  | Polideportivo Roberto Pando Árbitros: Roberto Vázquez Julio Anaya Carlos Peralta |  |

| 4 de março 19:15 | Relatório | Mogi das Cruzes                                                            | 75–69 | Fuerza Regia de Monterrey                                                 |  | Polideportivo Roberto Pando Árbitros: Julio Anaya Carlos Peralta Gonzalo Salgueiro |  |
| 4 de março 19:15 | Relatório | Placar por quarto: 23-15, 20-18, 19-20, 13-16                              |       |                                                                           |  | Polideportivo Roberto Pando Árbitros: Julio Anaya Carlos Peralta Gonzalo Salgueiro |  |
| 4 de março 19:15 | Relatório | Pts: Shamell Stallworth (20) Rbts: Caio Torres (11) Asts: Larry Taylor (8) |       | Pts: Jordan Glynn (23) Rbts: Alexander Oriakhi (9) Asts: Juan Toscano (6) |  | Polideportivo Roberto Pando Árbitros: Julio Anaya Carlos Peralta Gonzalo Salgueiro |  |

| 4 de março 21:30 | Relatório | Ferro Carril Oeste                                                   | 65–73 | San Lorenzo                                                            |  | Polideportivo Roberto Pando Árbitros: Roberto Vázquez Daniel García Felipe Guillermo Valenzuela Barrera |  |
| 4 de março 21:30 | Relatório | Placar por quarto: 15-18, 15-12, 15-24, 20-19                        |       |                                                                        |  | Polideportivo Roberto Pando Árbitros: Roberto Vázquez Daniel García Felipe Guillermo Valenzuela Barrera |  |
| 4 de março 21:30 | Relatório | Pts: Franco Balbi (20) Rbts: Franco Balbi (7) Asts: Franco Balbi (6) |       | Pts: Gabriel Deck (26) Rbts: Marcos Mata (8) Asts: Nicolás Aguirre (8) |  | Polideportivo Roberto Pando Árbitros: Roberto Vázquez Daniel García Felipe Guillermo Valenzuela Barrera |  |

### Grupo F
Corrientes
| Pos. | Equipe                | Pts | P | V | D | PF  | PC  | Dif |
| ---- | --------------------- | --- | - | - | - | --- | --- | --- |
| 1.   | Estudiantes Concordia | 5   | 3 | 2 | 1 | 232 | 252 | -20 |
| 2.   | Regatas Corrientes    | 4   | 2 | 2 | 0 | 183 | 145 | 38  |
| 3.   | Bauru                 | 4   | 3 | 1 | 2 | 253 | 262 | -9  |
| 4.   | Guaros de Lara        | 2   | 2 | 0 | 2 | 150 | 159 | -9  |

|  | Clasificado al Final Four. |

Los horarios corresponden al huso horario de Corrientes, UTC –3:00.
| 9 de marzo, 19:15 | Relatório | Guaros de Lara                                                                   | 73–78 | Estudiantes Concordia                                                      |  | Estadio José Jorge Contte Árbitros: Jorge Vázquez Julio Anaya Alejandro Sánchez |  |
| 9 de marzo, 19:15 | Relatório | Placar por quarto: 16-23, 15-14, 22-16, 20-25                                    |       |                                                                            |  | Estadio José Jorge Contte Árbitros: Jorge Vázquez Julio Anaya Alejandro Sánchez |  |
| 9 de marzo, 19:15 | Relatório | Pts: Luis Bethelmy (19) Rbts: Néstor Colmenares (14) Asts: Heissler Guillent (5) |       | Pts: Anthony Smith (21) Rbts: Anthony Smith (12) Asts: Leandro Vildoza (6) |  | Estadio José Jorge Contte Árbitros: Jorge Vázquez Julio Anaya Alejandro Sánchez |  |

| 9 de marzo, 21:30 | Relatório | Regatas Corrientes                                                          | 92–84 | Bauru                                                            |  | Estadio José Jorge Contte Árbitros: Roberto Vázquez Andrés Bartel Felipe Ibarra |  |
| 9 de marzo, 21:30 | Relatório | Placar por quarto: 22-17, 19-15, 28-19, 23-33                               |       |                                                                  |  | Estadio José Jorge Contte Árbitros: Roberto Vázquez Andrés Bartel Felipe Ibarra |  |
| 9 de marzo, 21:30 | Relatório | Pts: Paolo Quinteros (26) Rbts: Brandon Thomas (7) Asts: Santiago Vidal (7) |       | Pts: Alex Garcia (21) Rbts: Renan Lenz (8) Asts: Alex Garcia (5) |  | Estadio José Jorge Contte Árbitros: Roberto Vázquez Andrés Bartel Felipe Ibarra |  |

| 10 de marzo, 19:15 | Relatório | Bauru                                                                     | 81–77 | Guaros de Lara                                                                  |  | Estadio José Jorge Contte · Árbitros: · Por definir · Por definir · Por definir |  |
| 10 de marzo, 19:15 | Relatório | Placar por quarto: 21-22, 21-19, 14-14, 25-22                             |       |                                                                                 |  | Estadio José Jorge Contte · Árbitros: · Por definir · Por definir · Por definir |  |
| 10 de marzo, 19:15 | Relatório | Pts: Rafael Hettsheimeir (24) Rbts: Alex Garcia (8) Asts: Alex Garcia (8) |       | Pts: Heissler Guillent (21) Rbts: Luis Bethelmy (8) Asts: Heissler Guillent (4) |  | Estadio José Jorge Contte · Árbitros: · Por definir · Por definir · Por definir |  |

| 10 de marzo, 21:30 | Relatório | Estudiantes Concordia                                                       | 61–91 | Regatas Corrientes                                                          |  | Estadio José Jorge Contte · Árbitros: · Por definir · Por definir · Por definir |  |
| 10 de marzo, 21:30 | Relatório | Placar por quarto: 18-18, 19-28, 8-24, 16-21                                |       |                                                                             |  | Estadio José Jorge Contte · Árbitros: · Por definir · Por definir · Por definir |  |
| 10 de marzo, 21:30 | Relatório | Pts: Mateo Bolívar (9) Rbts: Emilio Domínguez (7) Asts: Leandro Vildoza (4) |       | Pts: Fabián Ramírez (14) Rbts: Fabián Ramírez (8) Asts: Paolo Quinteros (7) |  | Estadio José Jorge Contte · Árbitros: · Por definir · Por definir · Por definir |  |

| 11 de marzo, 19:15 | Relatório | Bauru                                                                                 | 88–93 | Estudiantes Concordia                                                     |  | Estadio José Jorge Contte Árbitros: Jorge Vázquez Alejandro Sánchez Roberto Vázquez |  |
| 11 de marzo, 19:15 | Relatório | Placar por quarto: 25-15, 22-19, 15-31, 26-28                                         |       |                                                                           |  | Estadio José Jorge Contte Árbitros: Jorge Vázquez Alejandro Sánchez Roberto Vázquez |  |
| 11 de marzo, 19:15 | Relatório | Pts: Rafael Hettsheimeir (20) Rbts: Rafael Hettsheimeir (7) Asts: Kendall Anthony (6) |       | Pts: Anthony Smith (27) Rbts: Sebastián Orresta (7) Asts: Clay Tucker (7) |  | Estadio José Jorge Contte Árbitros: Jorge Vázquez Alejandro Sánchez Roberto Vázquez |  |

| 11 de marzo, 21:30 | Relatório | Regatas Corrientes                                                 | 68–79 | Guaros de Lara                                                                   |  | Estadio José Jorge Contte Árbitros: Andrés Bartel Julio Anaya Felipe Ibarra |  |
| 11 de marzo, 21:30 | Relatório | Placar por quarto: 19-24, 20-15, 19-22, 10-18                      |       |                                                                                  |  | Estadio José Jorge Contte Árbitros: Andrés Bartel Julio Anaya Felipe Ibarra |  |
| 11 de marzo, 21:30 | Relatório | Pts: Juan Arengo (14) Rbts: Erik Thomas (10) Asts: Juan Arengo (5) |       | Pts: Gregory Echenique (31) Rbts: Luis Bethelmy (10) Asts: Néstor Colmenares (4) |  | Estadio José Jorge Contte Árbitros: Andrés Bartel Julio Anaya Felipe Ibarra |  |

|  | Classificados para o Final Four. |

## Quadrangular final
Buenos Aires 24 e 25 de março de 2018 
|  | Semifinais            | Semifinais      |    |                       | Final               | Final |  |
|  |                       |                 |    |                       |                     |       |  |
|  | 24 de março           |                 |    |                       |                     |       |  |
|  | Mogi das Cruzes       | 78              |    |                       |                     |       |  |
|  | Regatas Corrientes    | 74              |    |                       |                     |       |  |
|  |                       |                 |    |                       |                     |       |  |
|  |                       |                 |    |                       | 25 de março         |       |  |
|  |                       |                 |    |                       | San Lorenzo         | 79    |  |
|  |                       | Mogi das Cruzes | 71 |                       |                     |       |  |
|  |                       |                 |    |                       |                     |       |  |
|  |                       |                 |    |                       |                     |       |  |
|  |                       |                 |    |                       | Disputa do 3º lugar |       |  |
|  | 24 de março           | 24 de março     |    | 25 de março           | 25 de março         |       |  |
|  | San Lorenzo           | 101             |    | Estudiantes Concordia | 59                  |       |  |
|  | Estudiantes Concordia | 78              |    |                       | Regatas Corrientes  | 60    |  |

### Semi-finais
Os horários corresponderam ao fuso horário de Buenos Aires, UTC−3:00.
| 24 de março, 19:15 | Relatório | Mogi das Cruzes                                                               | 78–74 | Regatas Corrientes                                                          |  | Polideportivo Roberto Pando Árbitros: Jorge Vázquez Alejandro Sánchez Julio Anaya |  |
| 24 de março, 19:15 | Relatório | Placar por quarto: 14-21, 28-14, 18-15, 18-24                                 |       |                                                                             |  | Polideportivo Roberto Pando Árbitros: Jorge Vázquez Alejandro Sánchez Julio Anaya |  |
| 24 de março, 19:15 | Relatório | Pts: Shamell Stallworth (19) Rbts: Tyrone Curnell (11) Asts: Larry Taylor (9) |       | Pts: Brandon Thomas (17) Rbts: Chevon Troutman (7) Asts: Santiago Vidal (8) |  | Polideportivo Roberto Pando Árbitros: Jorge Vázquez Alejandro Sánchez Julio Anaya |  |

| 24 de março, 21:30 | Relatório | San Lorenzo                                                                | 101–78 | Estudiantes Concordia                                                  |  | Polideportivo Roberto Pando Árbitros: Roberto Vázquez Leandro Lezcano Andrés Bartel |  |
| 24 de março, 21:30 | Relatório | Placar por quarto: 24-18, 18-18, 32-20, 27-22                              |        |                                                                        |  | Polideportivo Roberto Pando Árbitros: Roberto Vázquez Leandro Lezcano Andrés Bartel |  |
| 24 de março, 21:30 | Relatório | Pts: Gabriel Deck (30) Rbts: Nicolás Aguirre (7) Asts: Nicolás Aguirre (7) |        | Pts: Anthony Smith (16) Rbts: David Doblas (6) Asts: Anthony Smith (4) |  | Polideportivo Roberto Pando Árbitros: Roberto Vázquez Leandro Lezcano Andrés Bartel |  |

### Definição do terceiro lugar
Os horários corresponderam ao fuso horário de Buenos Aires, UTC−3:00.
| 25 de março, 19:15 | Relatório | Estudiantes Concordia                                                  | 59–60 | Regatas Corrientes                                                   |  | Polideportivo Roberto Pando |  |
| 25 de março, 19:15 | Relatório | Placar por quarto: 11-10, 9-15, 24-20, 15-15                           |       |                                                                      |  | Polideportivo Roberto Pando |  |
| 25 de março, 19:15 | Relatório | Pts: Anthony Smith (16) Rbts: Anthony Smith (11) Asts: Clay Tucker (4) |       | Pts: Alexis Harris (18) Rbts: Javier Saiz (11) Asts: Juan Arengo (7) |  | Polideportivo Roberto Pando |  |

### Final
Os horários corresponderam ao fuso horário de Buenos Aires, UTC−3:00.
| 25 de março, 21:30 | Relatório | San Lorenzo                                                              | 79–71 | Mogi das Cruzes                                                          |  | Polideportivo Roberto Pando Árbitros: Jorge Vázquez Roberto Vázquez Alejandro Sánchez |  |
| 25 de março, 21:30 | Relatório | Placar por quarto: 20-25, 20-13, 19-12, 20-21                            |       |                                                                          |  | Polideportivo Roberto Pando Árbitros: Jorge Vázquez Roberto Vázquez Alejandro Sánchez |  |
| 25 de março, 21:30 | Relatório | Pts: Gabriel Deck (22) Rbts: Gabriel Deck (10) Asts: Nicolás Aguirre (9) |       | Pts: Tyrone Curnell (22) Rbts: Tyrone Curnell (5) Asts: Larry Taylor (5) |  | Polideportivo Roberto Pando Árbitros: Jorge Vázquez Roberto Vázquez Alejandro Sánchez |  |

## Premiação
| FIBA Liga das Américas 2018     |
| Argentina                       |
| ------------------------------- |
| San Lorenzo Campeão (1º título) |